# 沈清瑞
沈清瑞（1758年—1791年），初名南沅，字吉人，號芷生，別署太瘦生，江蘇蘇州府吳縣人，清朝政治人物、作家。

## 生平
幼年即聰慧，記憶力強，被人稱為「小鴻博」。乾隆四十八年（1783年）癸卯科江南鄉試第一名舉人（解元），五十二年（1787年）丁未科二甲第十名進士。

## 著作
沈清瑞詩學齊、梁，並習初唐四傑的詞，亦通戲曲。著有《沈氏群峰集》五卷、《綠春詞》一卷、《櫻桃花下銀簫譜》（散曲）一卷、《孟子逸語》、《史記補注》、《帝王世本》、《春秋世系考》等。
兄沈起鳳亦為知名作家。